# わたなべるんるん
わたなべ るんるんは、日本の元お笑いタレント。東京都杉並区出身。マセキ芸能社に所属していた。

## 来歴・概説
- 子供の頃は児童文学やアニメに夢中で、自分で自作のキャラクターを描いたりストーリーを作ったりと、空想の世界に入るのが好きだった。また、繁殖させて飼うほどダンゴムシが好きだった[3]。また子供の頃から、両親と共にお笑い好きで良くライブに通い、特にカンニングのファンで、携帯電話の待ち受け画像もカンニングにしたり、ファンレターも送ったことがあった。プロデビュー以後にカンニング竹山と共演する機会もあり（子供の頃からファンだったことを話したらキレて返されたとのこと）、今は尊敬の思いに変わっているという[4]。
- 小学生の頃からお笑いライブを観に行っていてお笑い好きだったが、高校生の時まで芸人になろうとは特に思っていなかった[3]。しかし高校3年生の時に大きなライブを観て格好いいと思い、お笑いの道に進むと決心して[3]高校卒業後は東京アナウンス学院に進み[1]、同学院卒業後、マセキ芸能社に所属する。
- 東京アナウンス学院在学中の2011年5月からコンビ「いちごみるくぷりんあらもーど」で活動。2012年5月で相方が引退により解散、以後はピン芸人として活動[5]。喧嘩別れという形での解散で、「コンビに憧れていたが、一人っ子で協調性が無く、コンビというスタイルには向いていなかった」と明かしている[6]。
- 子供の頃は「将来はポケモンマスターになりたかった」と言うほどのポケットモンスターファン。こういったことから、『おはスタ』の『おはスタポケモン部』コーナーにレギュラー出演する他『ポケモンゲット☆TV』にも出演。その中で好きなポケモンはデデンネ[7]。
- 2014年8月より開催されているライブ『ピンフォール!』を主催していた[8]。
- 2020年4月7日をもってマセキ芸能社を退所し、芸人を辞めることを発表[9][10]。

## 出演番組

### テレビ
- 全力教室（フジテレビ）
- オトナヘノベル（NHK Eテレ）
- EXD44（テレビ朝日）
- おはスタ（テレビ東京）- 「おはスタポケモン部」レギュラー出演
- ポケモンゲット☆TV（テレビ東京）
- ポケモンの家あつまる?（テレビ東京）
- 前略、西東さん（中京テレビ）
- カンニングのDAI安吉日!（BSフジ）- 2015年10月10日
- ナカイの窓（日本テレビ）- 2015年11月18日
- さまぁ〜ずの クイズ!芸人100人が答えました!（TBS）- 2016年1月6日
- 有吉ゼミ（日本テレビ）- 2016年2月1日
- NEWSな2人（TBS）- 2016年9月3日
- ディープJルーム（TOKYO MX）
- ナイツのHIT商品会議室（千葉テレビ放送）
- カイモノラボ（TBS） - 「カイモニスタ」としてレギュラー出演
- サイサイてれび!おちゃの間サイサイ（テレ朝チャンネル） - 2017年9月23日
- 女ウラミ飯（テレビ東京） - 2017年10月17日
- ウチのガヤがすみません!（日本テレビ） - 2017年11月7日、2018年1月9日、2018年2月27日、2018年4月10日
- 金曜日のソロたちへ（NHK総合）- 2020年2月21日

### ラジオ
- 鎌倉アイドルファクトリー（鎌倉FM） - 不定期レギュラー出演

### Web番組
- サイサイてれび!（テレ朝動画） - 38回目（2015年11月5日配信）
- あやまおうの新番組はじまったよ。（LoGiRL） - 11回目（2016年2月18日配信）
- 若手チャレンジ枠（ニコジョッキー）
  - 186回目（2016年2月19日配信）：同じ事務所のちぐはぐ、カントリーズとともに出演。
  - 199回目（2016年5月20日配信）：きしたかのと出演。[11]
- おぎやはぎの「ブス」テレビ（AbemaTV）

### 主な出演ライブ
- パンキッシュガーデン（マセキ芸能社の定期ライブ。毎月7日～一週間程度開催）

### 単独ライブ
- ぎぃええええぇぇーーー（2016年3月24日、新宿シアター・ミラクル）

### 自主ライブ
- ピンフォール!
- アイドるんるんライブ
- えりぴょんるんるんキッチン

## 雑誌
- ポケモンファン（小学館） 第46号[12]（2016年2月20日号）